# 19. lipnja
19. lipnja (19. 6.) 170. je dan godine po gregorijanskom kalendaru (171. u prijestupnoj godini).
Do kraja godine ima još 195 dana.

## Događaji
- 1793. – U Francuskoj usvojen prvi republikanski ustav.
- 1875. – Počeo Hercegovački ustanak Hrvata protiv Osmanskoga Carstva.
- 1961. – Kuvajt je proglasio nezavisnost od Ujedinjenoga Kraljevstva.
- 1978. – Objavljen prvi broj Garfielda.
- 2023. – Papa Franjo objavio apostolsko pismo Sublimitas et miseria homini, o četiristogodišnjici rođenja Blaisea Pascala.[1]

| - 1566. – Jakov I., engleski kralj († 1625.) - 1623. – Blaise Pascal, francuski filozof, matematičar i fizičar († 1662.) - 1764. – José Gervasio Artigas, urugvajski general, političar, revolucionar i domoljub († 1850.) - 1834. – Edgar Degas, francuski slikar, grafičar i kipar († 1917.) - 1865. – Alfred Hugenberg, njemački političar i poduzetnik († 1951.) - 1912. – Ljudevit Pelzer, hrvatski arhitekt († 1984.) - 1933. – Otto Barić, hrvatski nogometni trener († 2020.) - 1945. – Aung San Suu Kyi, mijanmarska političarka - 1945. – Radovan Karadžić, srpski bosanskohercegovački političar - 1955. – Miomir Žužul, hrvatski političar i diplomat - 1961. – Dubravka Ostojić, hrvatska glumica - 1964. – Kevin Schwantz, američki motociklist - 1978. – Dirk Nowitzki, njemački košarkaš - 1982. – Chris Vermeulen, australski motociklist - 1998. – Hachim Mastour, talijanski-marokanski nogometaš | - 1027. – Sv. Romuald, osnivač kamaldolijanaca, svetac (* 951.) - 1341. – Sv. Julijana Falconieri, svetica (* 1270.) - 1882. – Anton Šerf, slovenski pisac, pjesnik, homilet (* 1798.) - 1908. – Josip Račić, hrvatski slikar (* 1885.) - 1937. – J. M. Barrie, škotski književnik (* 1860.) - 1949. – Vladimir Nazor, hrvatski književnik (* 1876.) - 1961. – Elena Aiello, talijanska redovnica (* 1895.). - 1966. – Marjan Kozina, slovenski skladatelj (* 1907.) - 2009. – Dalibor Brozović, hrvatski jezikoslovac, akademik i političar (* 1927.) - 2016. – Anton Yelchin, američki filmski i televizijski glumac (* 1981.) |